# Rose Eisendrath House
La Rose Eisendrath House est une maison américaine à Tempe, dans le comté de Maricopa, en Arizona. Construite en 1930 dans le style Pueblo Revival, elle est inscrite au Registre national des lieux historiques depuis le 20 avril 2011.